# Tomomi Miyamoto
Tomomi Miyamoto (31 de dezembro de 1978) é uma ex-futebolista japonesa que atuava como meia.

## Carreira
Tomomi Miyamoto representou a Seleção Japonesa de Futebol Feminino, nas Olimpíadas de 2004. 